# Эд IV (герцог Бургундии)
Эд IV (фр. Eudes IV de Bourgogne, 1295 — 3 апреля 1350, Санс) — герцог Бургундии и титулярный король Фессалоник с мая 1315 года, пфальцграф Бургундии и граф Артуа в 1330—1347 годах. Второй сын герцога Бургундии Роберта II Капетинга (1245/1248 — 1306), и Агнессы Французской (1260—1327), дочери французского короля Людовика IX Святого.

## Наследство
В мае 1315 года наследовал своему старшему бездетному брату Гуго V (1306—1315). Являлся братом принцесс Маргариты Бургундской и Жанны Хромой, выданных замуж за будущих французских королей Людовика X и Филиппа VI.
В августе 1316 года после смерти своего младшего брата Людовика, князя Ахейского и титулярного короля Фессалоникского (1297—1316), не имевшего детей, Эд Бургундский унаследовал титул короля Фессалоник. В 1320 году Эд Бургундский продал свои права на титулы короля Фессалоник и принца Ахайи Людовику де Бурбону, графу Клермонскому.
В 1315 году, после смерти Маргариты (возможно, была убита по приказу её мужа Людовика X) в тюрьме, Бургундия заняла враждебную позицию по отношению к Франции. Примирение состоялось при короле Филиппе V Длинном и было скреплено браком Эда IV со старшей дочерью Филиппа V, Жанной II в 1318 году.
В 1330 году после смерти своей матери Жанна Французская, супруга Эда Бургундского, унаследовала графство Артуа и пфальцграфство Бургундию (Франш-Конте). Роберт III д’Артуа, граф Бомон-ле-Роже также претендовал на титул графа Артуа. Он был близким другом и советником короля Франции Филиппа VI Валуа. Но спор из-за графства Артуа внезапно закончился, когда в декабре 1330 года документы Роберта д’Артуа, на основании которых он претендовал на графство, были признаны поддельными.
Эд IV играл не последнюю роль в событиях 1330—1332 годов, когда в ходе тяжбы за графство Артуа оно было закреплено за его женой, а граф Робер был изгнан из Франции.
Эд IV не отличался выдающимися способностями в управлении своими владениями, но его всегда окружали талантливые советники — жена, мать, канцлер Гильом де Мелло и другие.

## Война с Англией
Эд Бургундский был верным вассалом нового короля Франции Филиппа VI Валуа (1328—1350). Он принадлежал к небольшому кругу доверенных советников французского монарха. Эд Бургундский участвовал во многих военных операциях в начале Столетней войны между Францией и Англией: в Голландии, Бретани и Аквитании. Еще в 1328 году герцог Бургундский участвовал в битве с фламандцами при Касселе, где был ранен.
В 1340 году Эд Бургундский воевал в графстве Эно, помог взять город Антуан, затем защищал Сент-Омер в битве против Роберта III Артуа. В течение лета французское командование получило данные о планах англо-фламандской армии под командованием Роберта Артуа по наступлению на город Сент-Омер. Эд Бургундский 15 июля с войском прибыл в Сент-Омер и приступил к подготовке по отражению возможного нападения англичан и их союзников. Из-за медлительности англичан в город прибыл граф Жан I д’Арманьяк с подкреплением. 26 июля Роберт Артуа вступил в сражение с французами под Сент-Омером. Отбив первую атаку на город, герцог Бургундский и граф Арманьяк предприняли вылазку. Эд Бургундский, сражавшийся на правом фланге, потерпел поражение и едва спасся за стенами крепости. В то же время Жан I д’Арманьяк одержал победу на левом фланге и вынудил противника отступить от Сент-Омера во Фландрию.
Эд Бургундский принимал участие в войне за Бретонское наследство в качестве приверженца графа Карла Блуа, выступал в качестве советника Иоанна Валуа, герцога Нормандского, во время его похода на Бретань осенью 1341 года.
Летом 1344 года герцог Бургундский участвовал в мирной конференции с англичанами в Авиньоне. В 1346 году Эд Бургундский участвовал в военных операциях французской армии в Гиени. Весной того же года французское правительство сосредоточило на юго-востоке большую армию. Герцог Бургундский вместе с другими знатными французскими дворянами и вельможами сопровождал дофина Иоанна Валуа, герцога Нормандского, во время его экспедиции в Аквитании. Французы осадили Эгильон, где оставались до августа, когда Иоанн Нормандский был срочно отозван на север, чтобы помочь своему отцу в борьбе против английского короля Эдуарда III, высадившегося с армией в Нормандии. Французская компания 1346 года в Гиени завершилась безрезультатно.
В сентябре того же 1346 года король Англии Эдуард III Плантагенет осадил город-порт Кале. Когда графство Артуа стало главным театром военных действий, отношения между герцогом Бургундским и французским королём Филиппом VI резко осложнились. Герцог владел графство Артуа от имени своей жены, но королевские власти стали все больше и больше игнорировать местных чиновников и даже делать свои собственные назначения. В декабре 1346 года Филипп VI Валуа исключил герцога Эда Бургундского из числа своих советников.
Герцог Эд Бургундский присутствовал на интронизации папы римского Климента VI в Авиньоне 19 мая 1342 года.
Герцогу Эду было суждено пережить всех своих сыновей, и его владения унаследовал единственный внук, Филипп I Руврский. Эд умер 3 апреля 1350 года в Сансе.

## Семья и дети
18 июня 1318 года в Ножон-сюр-Сени герцог Эд Бургундский женился на принцессе Жанне Французской (1308—1347), старшей дочери французского короля Филиппа V Длинного и графини Жанны I д’Артуа. Супруги имели шесть сыновей, большинство из которых скончались в детстве.
- мертворождённый сын (род. 1322)
- Филипп Монсеньор (1323—1346), граф Оверньский
- Жан (1325—1327/1328)
- сын (род. 1327 и умер в детстве)
- сын (род. 1330 и умер в детстве)
- сын (род. 1335 и умер в детстве)